# Leptosia nina
Leptosia nina är en fjärilsart som först beskrevs av Fabricius 1793.  Leptosia nina ingår i släktet Leptosia och familjen vitfjärilar. Inga underarter finns listade i Catalogue of Life.

## Bildgalleri

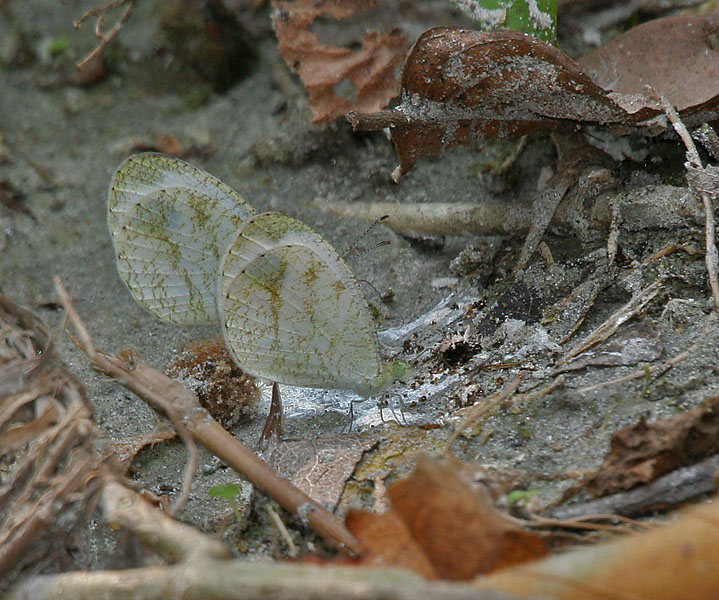
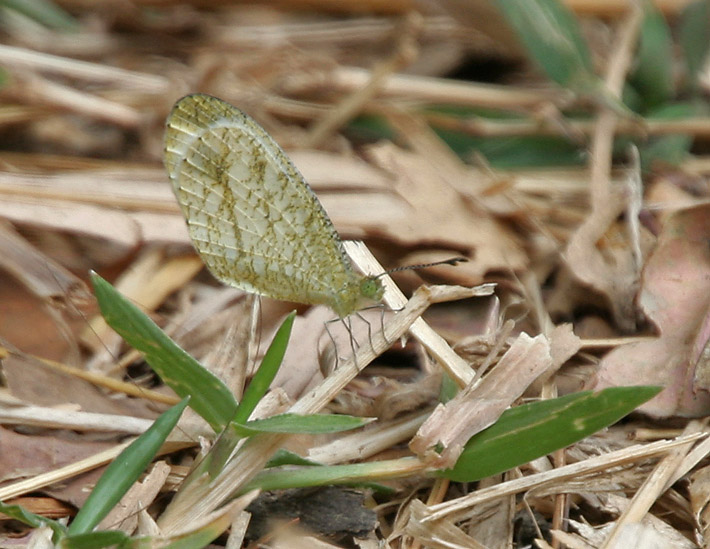
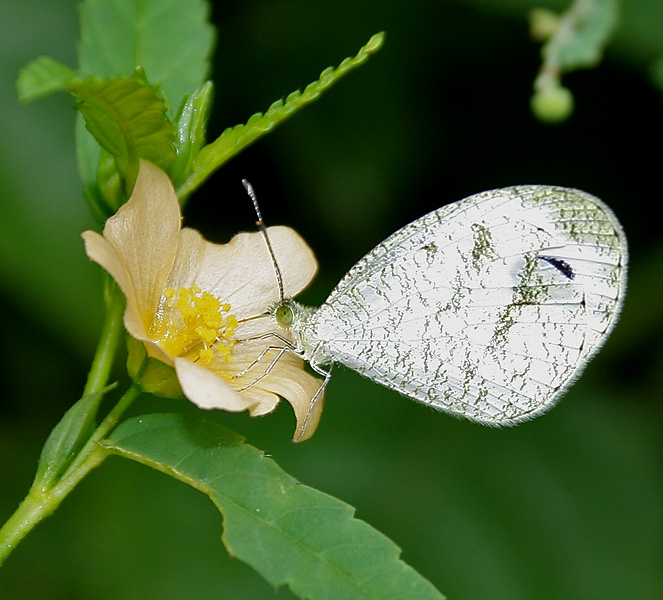
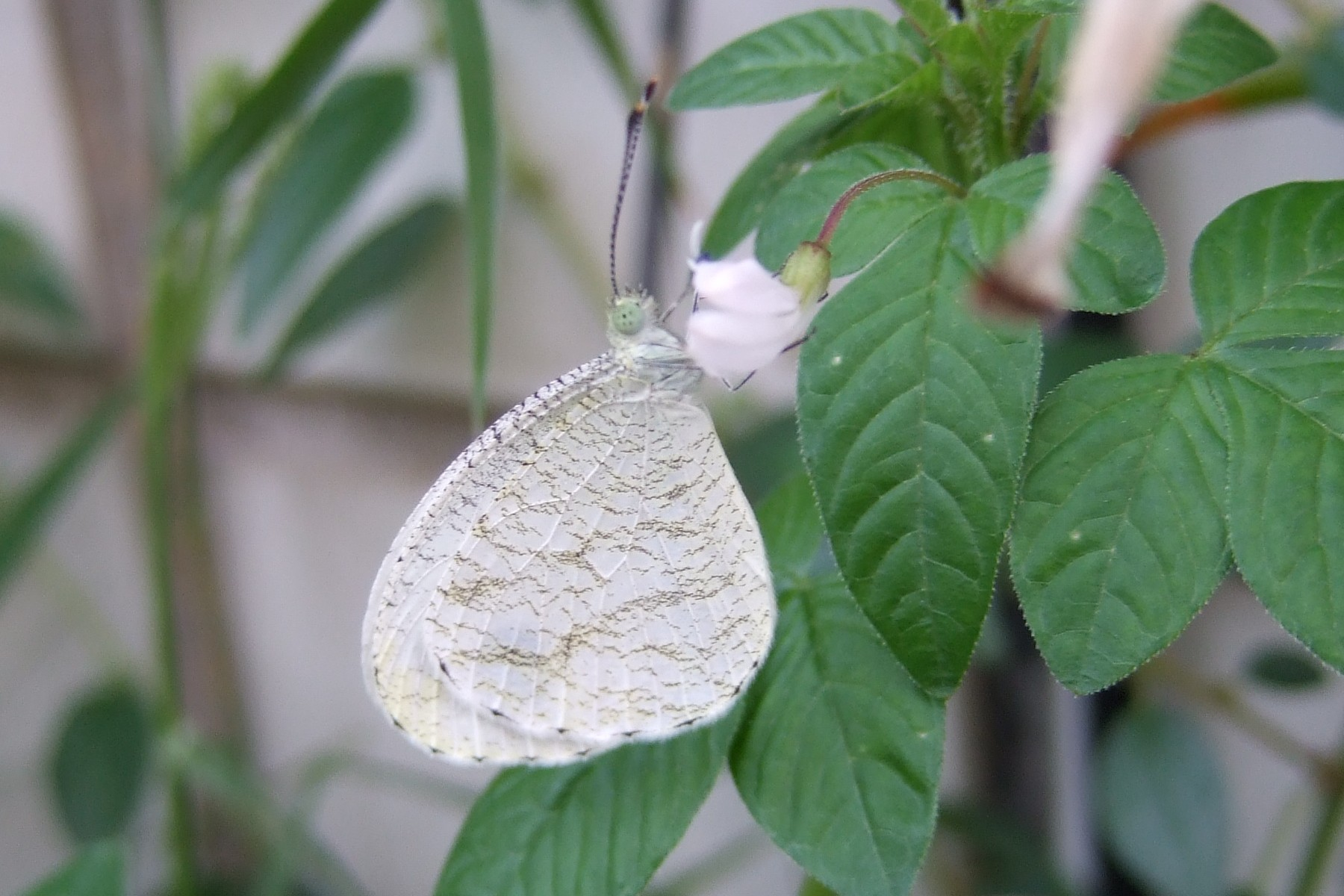
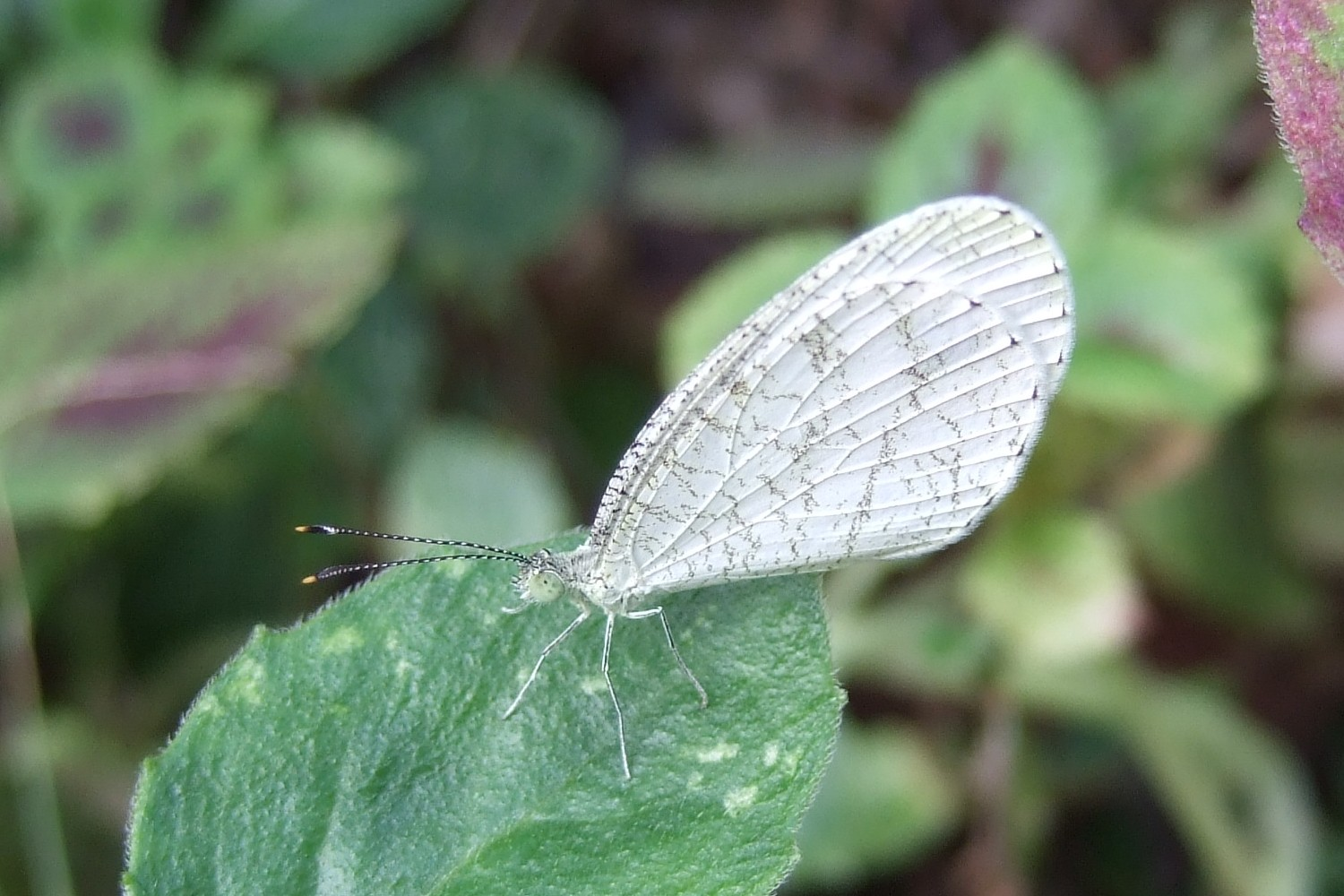
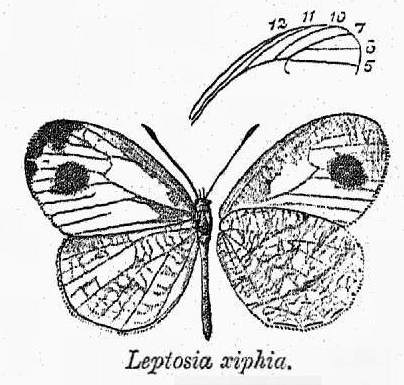